# Helena av Sverige
Denna artikel handlar om den svenska 1000-talsdrottningen Helena. För andra svenska kungligheter med samma namn se Helena av Sverige (olika betydelser).
Helena (i vissa källor Maer och Mö) var drottning av Sverige i två omgångar omkring 1080–1084 samt omkring 1088–1105. Hon var syster till Blot-Sven och maka till kung Inge den äldre.
Det finns en gammal förteckning som talar om att kung Inge och drottning Helena ägde stora jordegendomar i trakterna invid den nybyggda kyrkan i Vreta, Östergötland, och att de ska ha givit bort cirka tjugo bondgårdar till ett kloster i Vreta mellan år 1090 och 1100. En del[källa behövs] menar att kung Inge kom från Östergötland, men troligare[källa behövs] är att det var Helena som kom därifrån och de tjugo gårdarna ska i så fall ha kommit till familjen vid giftermålet. Kanske är det ännu troligare[källa behövs] att de fått gårdarna i samband med dråpet av Blot-Sven som antagligen hade sin ätt i området.
Helena slutade sina dagar i Vreta kloster och var sannolikt samma drottning som den maer eller mö som i klostrets annaler inte avsåg ett personnamn utan hade betydelsen nunna. Äldre teorier om att Helena skulle ha varit samma person som helgonet Elin av Skövde har avfärdats av moderna historiker som osannolika. 

## Barn
Med Inge den äldre: 
1. Kristina, (död 1122), gift med storfurste Mstislav I av Kiev (1076-1132)
2. Ragnvald, troligen död före fadern, men har i vissa källor identifierats med kung Ragnvald Knaphövde
3. Margareta, kallad Fredkulla, gift med Magnus Barfot av Norge och gift med Nils av Danmark
4. Katarina, gift med Björn Järnsida av Danmark (död 1134); deras dotter Kristina blev svensk drottning.